# Starkenburg (gmina)
Starkenburg – miejscowość i gmina w Niemczech, w kraju związkowym Nadrenia-Palatynat, w powiecie Bernkastel-Wittlich, wchodzi w skład gminy związkowej Traben-Trarbach. Do 30 czerwca 2014 wchodziła w skład gminy związkowej Traben-Trarbach.

## Współpraca
Miejscowość partnerska:
- Starkenberg, Turyngia